# Eupithecia haywardi
Eupithecia haywardi là một loài bướm đêm trong họ Geometridae.